# Nesciothemis minor
Nesciothemis minor – gatunek ważki z rodziny ważkowatych (Libellulidae). Występuje w Afryce Zachodniej (stwierdzony w Nigerii, Ghanie, Liberii, Wybrzeżu Kości Słoniowej, Gwinei i Sierra Leone) i Afryce Środkowej (stwierdzony w Republice Środkowoafrykańskiej). Jedno stwierdzenie pochodzi z Afryki Południowej – z Delty Okawango w Botswanie, ale istnieją wątpliwości, czy rzeczywiście dotyczyło tego gatunku.